# Amtsborgmester
Amtsborgmesteren var den øverste, demokratisk valgte politiske og administrative leder i en amtskommune valgt blandt amtsrådets medlemmer. Med udgangen af 2006 blev amterne og dermed også amtsborgmesterhvervet afskaffet.

## De sidste amtsborgmestre
|                    | Amtsborgmester           | Periode   |
| ------------------ | ------------------------ | --------- |
| Københavns Amt     | Vibeke Storm Rasmussen   | 1994-2006 |
| Frederiksborg Amt  | Jørgen Christensen       | 2002-2006 |
| Roskilde Amt       | Kristian Ebbensgaard     | 1994-2006 |
| Vestsjællands Amt  | Hans Jørgen Holm         | 2002-2006 |
| Storstrøms Amt     | Bent Normann Olsen       | 2005-2006 |
| Fyns Amt           | Poul Weber               | 2006-2006 |
| Sønderjyllands Amt | Carl Holst               | 2000-2006 |
| Ribe Amt           | Laurits Tørnæs           | 1994-2006 |
| Vejle Amt          | Otto Herskind Jørgensen  | 1994-2006 |
| Ringkøbing Amt     | Knud Munk Nielsen        | 1996-2006 |
| Århus Amt          | Johannes Flensted-Jensen | 1998-2006 |
| Viborg Amt         | Bent Hansen              | 1990-2006 |
| Nordjyllands Amt   | Orla Hav                 | 1998-2006 |
| Bornholms Amt      | Knud Andersen            | 1990-2002 |